# Langå, Nyborgs kommun
Langå är en ort i Region Syddanmark i Danmark. Orten hade 202 invånare (2016). Den ligger i Nyborgs kommun på ön Fyn.